# Lilla Kroktjärnen (Karlskoga socken, Värmland)
Lilla Kroktjärnen är en sjö i Karlskoga kommun i Värmland och ingår i Göta älvs huvudavrinningsområde. Sjön är 5 meter djup, har en yta på 0,011 kvadratkilometer och är belägen 183 meter över havet.